# Quaraí
Quaraí es una localidad y municipio brasileño, ubicado en la frontera con Uruguay, en el sudoeste del estado de Río Grande del Sur.  Tiene una población de 23.021 hab (2004). Tiene una superficie de 3.488 kilómetros cuadrados, por lo que es uno de los municipios más grandes del estado.

## Historia
En esta tierra vivieron diversos indígenas: yaros, guenoas, minuanes y charrúas. Fue un antiguo asentamiento militar fundado por Miguel de Abreu en 1859, el lugar tomó el nombre en portugués del río Cuareim.
La palabra Quaraí es una composición de origen indígena que quiere decir: «Río de las Piedras o agujeros» o «de las garzas». El municipio fue creado el 8 de abril de 1875.

## Ubicación
El municipio limita al norte con Uruguaiana; al sur con Santana do Livramento y la República Oriental del Uruguay ; al este con Rosário do Sul y al oeste con Alegrete. Se encuentra a 590 kilómetros al oeste de la capital estatal, Porto Alegre 
Posee frontera con Uruguay a través de la  ciudad de Artigas, separadas ambas por el río Cuareim. Entre las dos cuentan con aproximadamente 70.000 habitantes, desarrollando históricamente un íntimo contacto entre sí y con el río, el cual se comporta como un elemento de unión más que como una barrera física. 
El Puente Internacional de la Concordia inaugurado el 3 de abril de 1968, construido en suave curva con una extensión de 750 metros es el eje de unión con la ciudad de Artigas, con la que tiene un fuerte vínculo comercial y social.
La principal avenida es la Av. Sete de Setembro, donde se encuentran los principales comercios y las sedes de varios bancos.

## Economía
La economía está basada en la ganadería bovina y ovina y en las plantaciones de arroz, que ocupa un área superior a 8.500 hectáreas. La ciudad de Quarai tiene fuertes vínculos comerciales con la ciudad vecina de Artigas, Uruguay.

## Turismo
El área de recreación cerca del Puente Internacional de la Concordia, la Plaza General Osório y todo su complejo, el CTG Sentinela del Jarau y su Museo Criollo, el balneario y camping en las márgenes del río Quareim y las ruinas del Saladero son los principales lugares de interés de la ciudad.
A 25 km de la ciudad, por la carretera que lleva a Uruguayana, se encuentra el «cerro do Jarau», con 308 metros de altura, en realidad es un cráter de 5,5 km de diámetro, formado probablemente por un meteorito que cayó hace 120 millones de años atrás. Es el escenario de la leyenda de la Salamanca do Jarau, recogida en su trabajo por el escritor  João Simões Lopes Neto.
A 19 km de la ciudad, se encuentra el «Butiazal», una gran extensión cubierta por el «butiazeiro», palmera no nativa de la región y de origen indefinido. Cuenta la leyenda que los indios y jesuitas trajeron las primeras semillas y las plantaron aquí.

## Personalidades destacadas
- Cyro Martins, escritor y psicoanalista.
- Dyonélio Machado, escritor, periodista y psiquiatra.

## Ciudades hermanadas
- Uruguay, Artigas